# Filippoi (antické město)

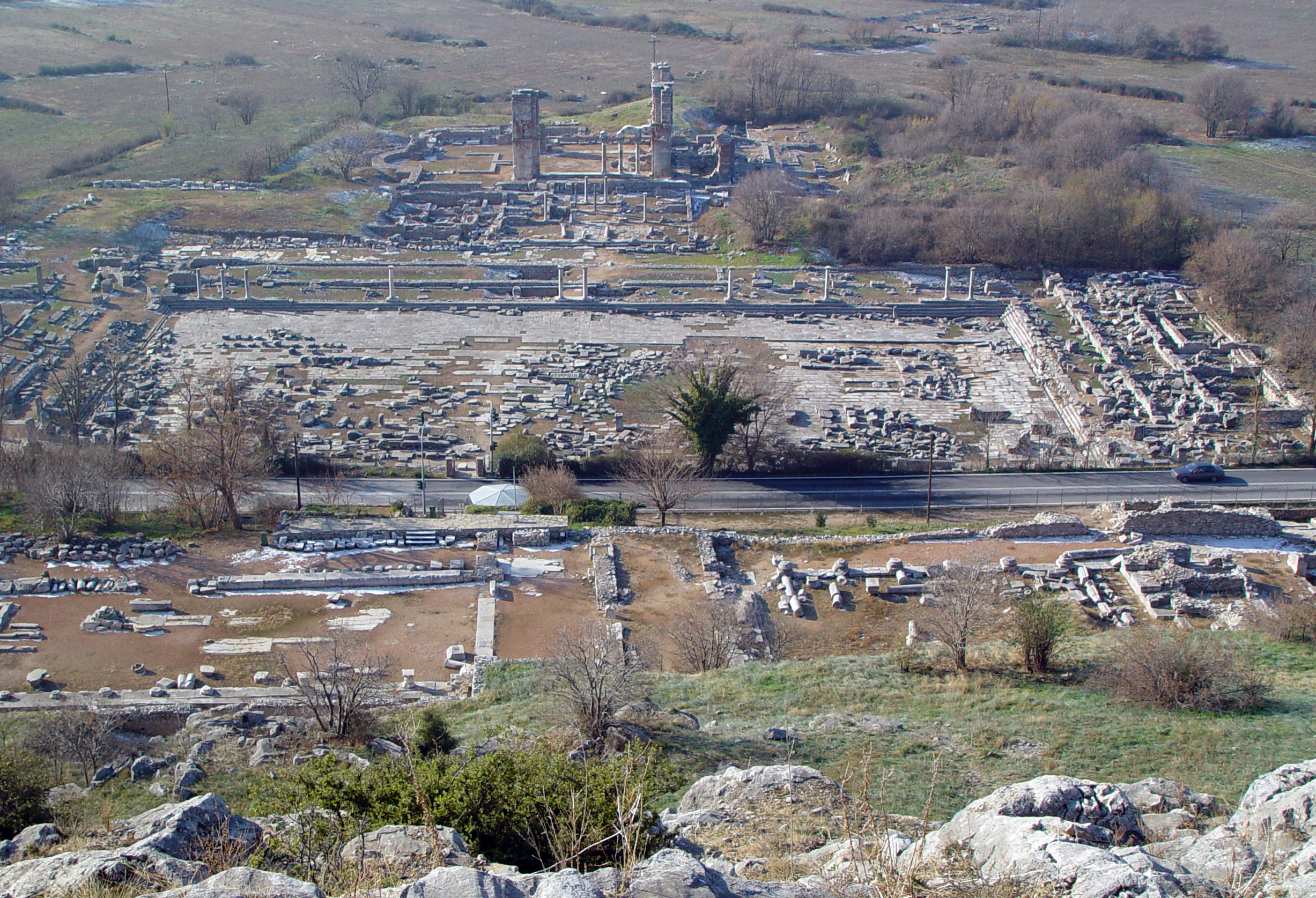
Filippoi – centrum

Filippoi, Filipy nebo Filippi (řecky Φίλιπποι) bylo velké řecké město na pevnině severozápadně od nedalekého ostrova Thasos. Jeho původní název po založení thasoskými kolonisty v letech 360/359 př. n. l. zněl Krénides (Κρηνῖδες, Fontány). Město bylo přejmenováno Filipem II. Makedonským v roce 356 př. n. l. a opuštěno ve 14. století po dobytí Osmanskou říší.
Současná obec Filippoi se nachází v blízkosti ruin antického města a je součástí regionu Východní Makedonie a Thrákie v řecké Kavale. Archeologická lokalita byla v roce 2016 zařazena na seznam světového dědictví UNESCO kvůli výjimečné římské architektuře, urbanistickému uspořádání jako menšího odrazu samotného Říma a významu pro rané křesťanství.

## Historie

### Založení města
Kolonisté z ostrova Thasos založili město v Thrákii na úpatí hory Orbelos (dnes nazývané Lekani) asi 13 km severozápadně od Kavaly, na severním okraji bažiny, která ve starověku pokrývala celou rovinu oddělující ji od pahorkatiny Pangaión na jihu. V roce 356 př. n. l. město dobyl makedonský král Filip II. a přejmenoval ho na Filippoi.
Cílem makedonských dobyvatelů města bylo získat kontrolu nad sousedními zlatými doly a zřídit posádku na strategickém průchodu: místo kontrolovalo cestu mezi Amfipoli a Neapolí (Kavala) na velké královské cestě vedoucí z východu na západ napříč Makedonií, kterou Římská republika ve 2. století př. n. l. rekonstruovala jako součást římské silnice Via Egnatia.

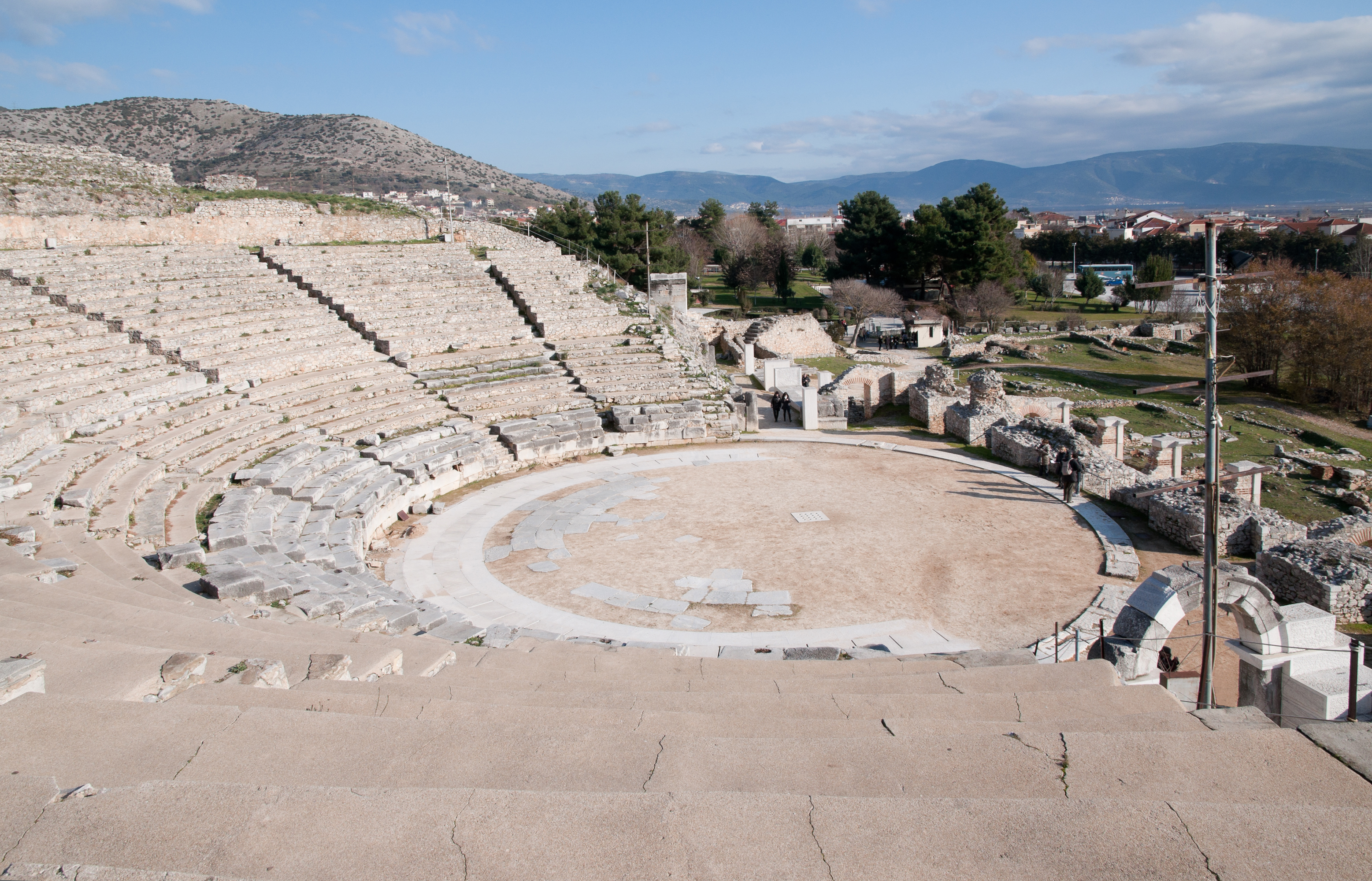
Antické divadlo – Filippoi

Filip II. město vybavil důležitým opevněním, které částečně blokovalo průchod mezi bažinou a horou Orbelos, a bažinu dal částečně vysušit, jak dokládá spisovatel Theofrastos (asi 371 – asi 287 př. n. l.). K bohatství království přispělo objevení nových zlatých dolů v blízkosti města v Asyle, kde Filip založil mincovnu. Město se plně začlenilo do království v posledních letech vlády (221 až 179 př. n. l.) Filipa V. Makedonského, resp. vlády Persea Makedonského.
Římané ve třetí makedonské válce (168 př. n. l.) zničili makedonskou dynastii Antigonovců a rozdělili království na čtyři samostatné státy (meridy). Hlavním městem východomakedonského státu se stala Amfipolis (namísto Filippoi). O městě z tohoto období není téměř nic známo, ale archeologické nálezy zahrnují hradby, řecké divadlo, základy domu pod římským fórem a malý chrám zasvěcený kultu hrdiny.

### Římská doba
Město se v pramenech znovu objevuje během občanské války Osvoboditelů (43–42 př. n. l.), která následovala po zavraždění Julia Caesara v roce 44 př. n. l. Caesarovi dědicové Marcus Antonius a Octavianus se v říjnu roku 42 př. n. l. vítězně střetli v bitvě u Filipp na planině západně od města s vojsky vrahů Marca Junia Bruta a Gaia Cassia Longina, kteří zde spáchali sebevraždu. Město bylo přebudováno na Colonia Victrix Phillippensium. Roku 30 př. n. l. Octavianus ovládl římský stát a od roku 27 př. n. l. se stal římským císařem. Kolonii reorganizoval a usadil zde další osadníky, veterány (pravděpodobně z pretoriánské gardy) a další Italy. Město bylo přejmenováno na Colonia Iulia Philippensis a poté na Colonia Augusta Iulia Philippensis po lednu 27 př. n. l., kdy Octavianus obdržel od římského senátu titul Augustus.

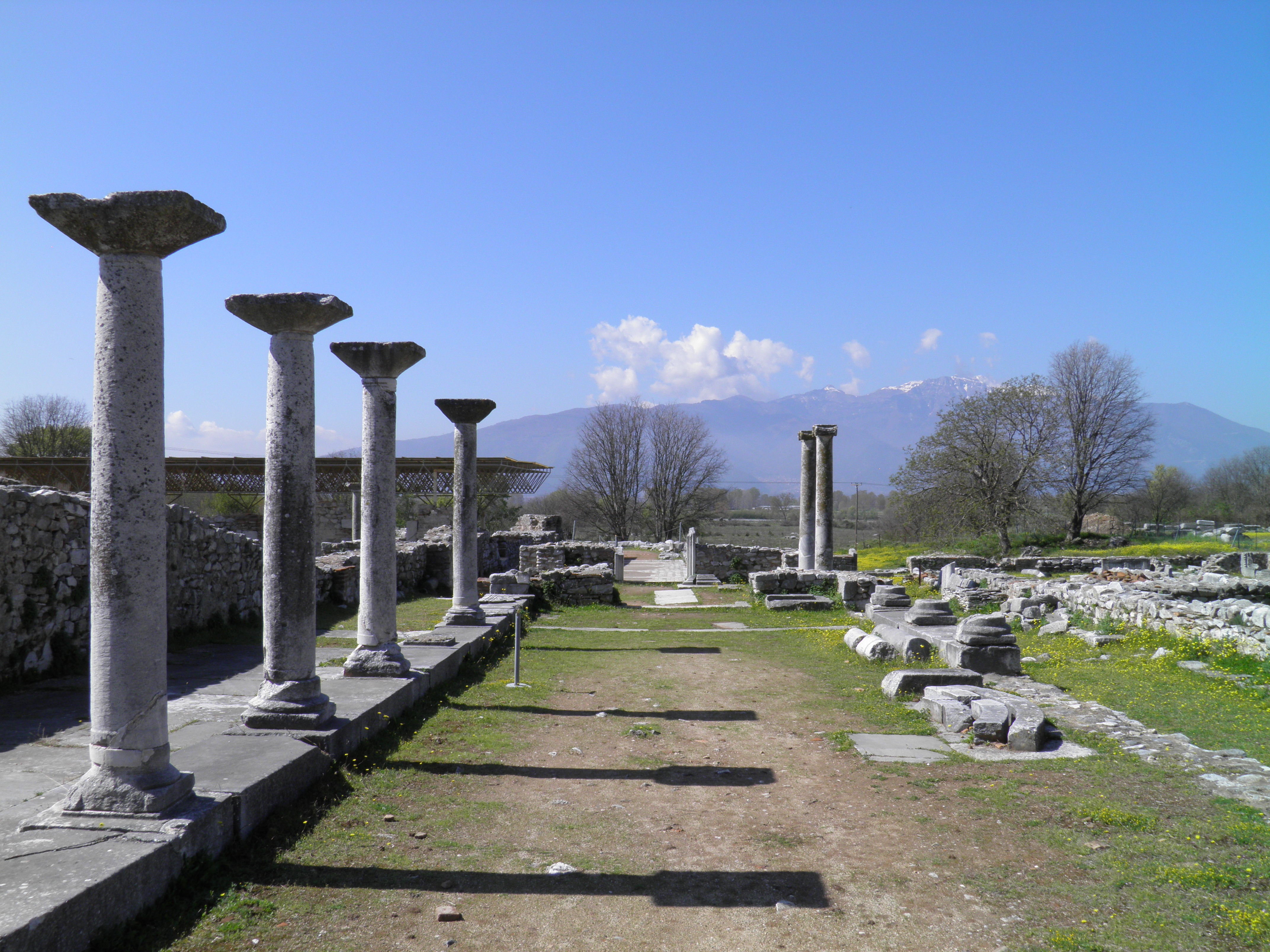
Fórum – Filippoi

Město si zachovalo makedonské hradby a jeho celkový půdorys byl jen částečně pozměněn výstavbou fóra, které se nacházelo o něco východněji než řecká agora. Byl to miniaturní Řím, podléhající římskému městskému právu a spravovaný dvěma vojenskými důstojníky, duumviri, kteří byli jmenováni přímo z Říma, podobně jako u římských kolonií.
Kolonie si uvědomovala svou závislost na dolech, které jí přinesly výsadní postavení na cestě Via Egnatia. O jejím bohatství svědčí řada památek, které jsou vzhledem k relativně malé rozloze městské oblasti obzvláště impozantní: fórum, rozložené do dvou teras po obou stranách hlavní silnice, bylo vybudováno v několika etapách v období mezi vládou císařů Claudia (41–54 n. l.) a Antonina Pia (138–161) a divadlo bylo rozšířeno a upraveno pro pořádání římských her. O prosperitě města svědčí také množství latinských nápisů.

### Raně křesťanská éra
Nový zákon uvádí návštěvu města apoštolem Pavlem během jeho druhé misijní cesty (pravděpodobně v roce 49 nebo 50 n. l.). Sk 16, 9-10 (Kral, ČEP) Na základě Skutků apoštolů Sk 16, 12 (Kral, ČEP) a listu Filipským Sk 16, 12-40 (Kral, ČEP) se soudí, že Pavel založil zdejší křesťnaskou obec. Předpokládá se, že Pavel v doprovodu Silase, Timotea a možná i Lukáše (autora Skutků apoštolů) kázal poprvé na evropské půdě právě ve Filipách: Sk 16, 12-40 (Kral, ČEP). Podle Nového zákona navštívil Pavel město ještě dvakrát, a to v letech 56 a 57. List Filipským pochází z let 61–62. Nedaleko Filippi došlo k prvnímu křtu na evropské půdě: pokřtěnou se stala barvířka látek svatá Lydie z Thyatir – Sk 16, 14-15 (Kral, ČEP).

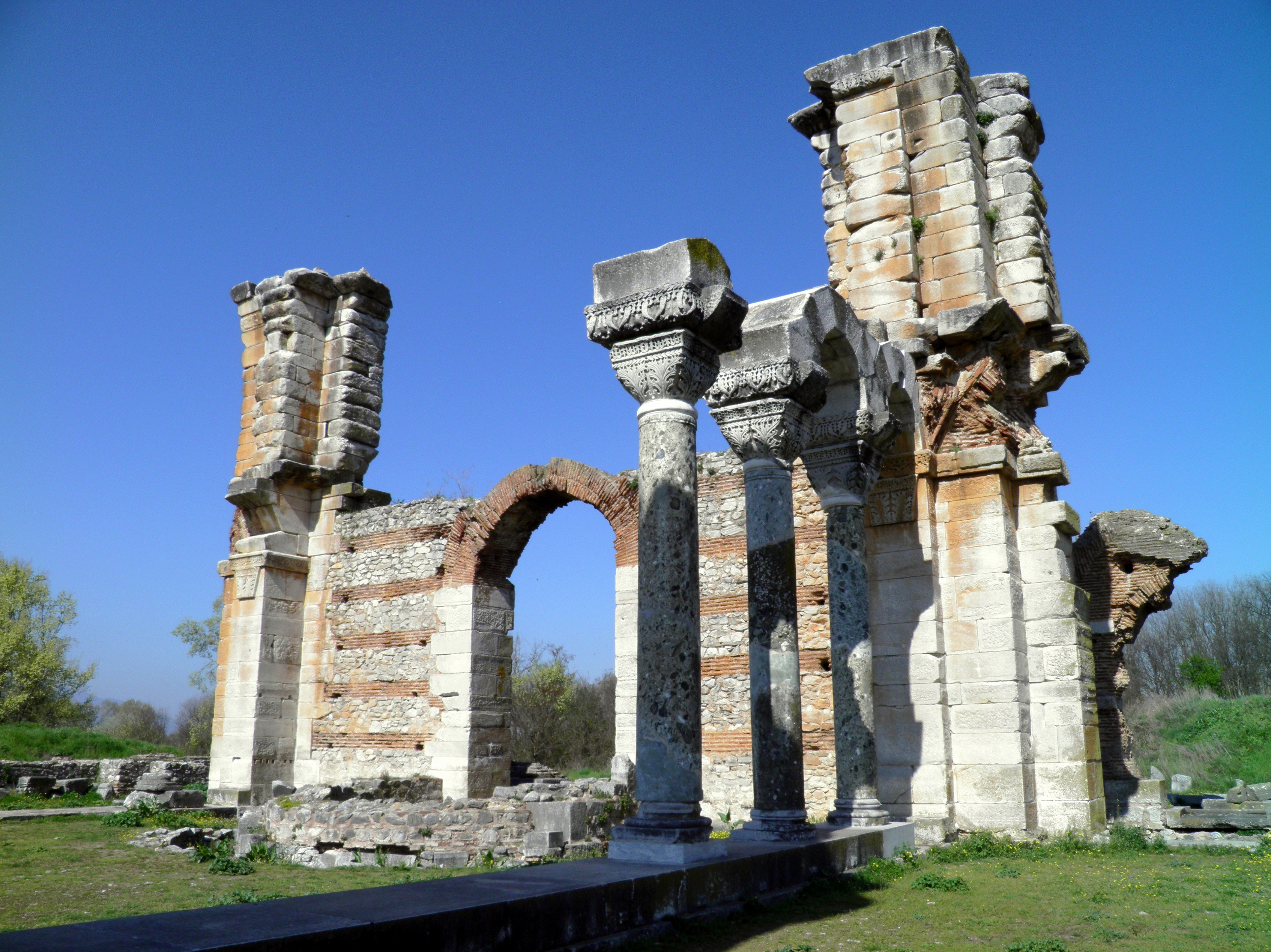
Impozantní bazilika proti fóru a její gigantické sloupy, též známá jako Basilika B

O rozvoji křesťanství ve Filipách svědčí dopis Polykarpa ze Smyrny adresovaný komunitě ve Filipách kolem roku 160 n. l. a pohřební nápisy.
První popsaný kostel ve městě je malá budova, která byla pravděpodobně původně malou modlitebnou. Tato Pavlova bazilika, identifikovaná podle mozaikového nápisu na dlažbě, je datována kolem roku 343 na základě zmínky biskupa Porfyria, který se toho roku zúčastnil koncilu v Serdice. Od poloviny 4. století do konce 6. století bylo ve Filipách postaveno sedm různých chrámů, z nichž některé svou velikostí a výzdobou soupeřily s nejkrásnějšími stavbami v Soluni nebo v Konstantinopoli. Vztah půdorysu a architektonické výzdoby baziliky B k Hagii Sofii a k chrámu svaté Ireny v Konstantinopoli zajistil tomuto chrámu výsadní postavení v dějinách raně křesťanského umění.
V 5. století císařství přestavělo opevnění města, aby se lépe bránilo rostoucí nestabilitě na Balkáně. V roce 473 město obléhala ostrogótská vojska Theodoricha Strabóna; nepodařilo se jim ho dobýt, ale vypálili okolní vesnice.

### Byzantská éra
Město, oslabené již slovanskými nájezdy na konci 6. století, které zničily agrární hospodářství Makedonie, a pravděpodobně také Justiniánským morem v roce 547, bylo téměř zcela zničeno zemětřesením kolem roku 619, ze kterého se již nikdy nevzpamatovalo.

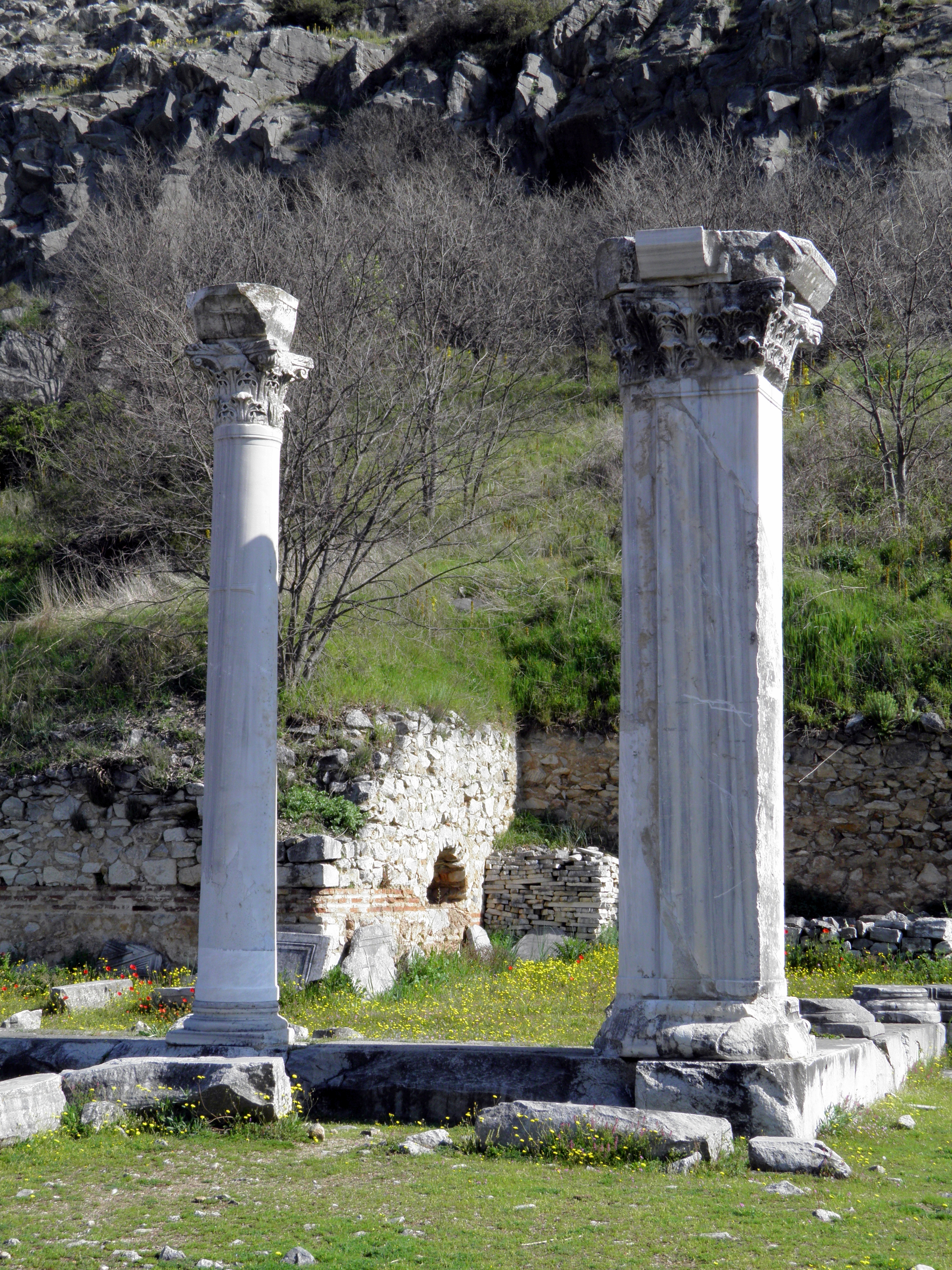
Ruiny velké třípodlažní raně-křesťanské baziliky (Bazilika A)

Byzantská říše zde pravděpodobně udržovala posádku, ale v roce 838 město dobyli Bulhaři pod vedením kavhana Isbula a své vítězství oslavili monumentálním nápisem na stylobatu v bazilice B, která je dnes převážně v troskách. Místo, kde se Filippy nacházely, bylo natolik strategicky výhodné, že se ho Byzantinci kolem roku 850 pokusili znovu dobýt. Přítomnost byzantských vojsk ve městě dokládá několik pečetí byzantských úředníků datovaných do první poloviny 9. století.
Kolem roku 969 přestavěl císař Nikéfor II. Fokas opevnění na akropoli a v části města. Ty postupně pomohly oslabit bulharskou moc a posílit byzantskou přítomnost v oblasti. V roce 1077 biskup Basil Kartzimopoulos obnovil část opevnění uvnitř města, které opět začalo vzkvétat.
Po krátké okupaci Franky po čtvrté křížové výpravě a dobytí Konstantinopole v roce 1204 se města zmocnili Srbové. Přesto město zůstalo významným opevněním na trase starověké Via Egnatia; v roce 1354 zde Srbové zajali pretendenta byzantského trůnu Matěje Kantakuzena.
Město bylo opuštěno neznámo kdy. Když ve 40. letech 15. století navštívil oblast francouzský cestovatel Pierre Belon, zůstaly z něj jen ruiny, které Turci využívali jako kamenolom. Jméno města se zachovalo nejprve v turecké vesnici na nedaleké planině, Philibedjik (Filibecik, turecky "Malé Filibe"), která mezitím zanikla, a poté v řecké vesnici v horách.

## Archeologický průzkum lokality

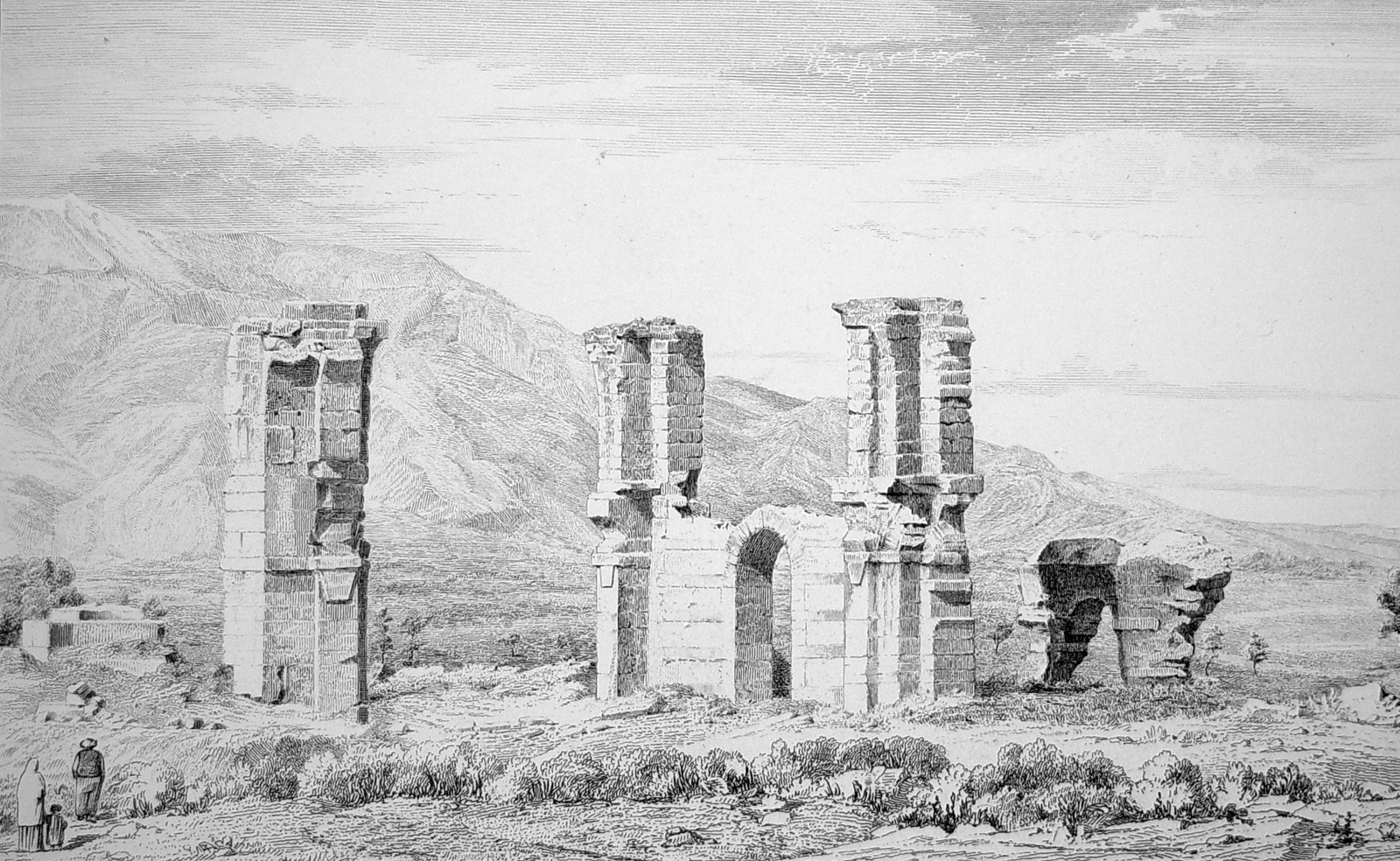
Filippoi (antické město)

Ačkoli si lokality krátce všimli již dřívější cestovatelé, první moderní archeologický popis, založený na návštěvě v roce 1856, publikoval roku 1860 Georges Perrot. Následoval rozsáhlejší výzkum francouzské Mission Archéologique de Macédoine v roce 1861, který vedli archeolog Léon Heuzey a architekt Honoré Daumet. Vykopávky francouzské školy École française d'Athènes začaly v létě 1914, po přerušení způsobeném první světovou válkou byly obnoveny v roce 1920 a pokračovaly až do roku 1937. Během této doby bylo vykopáno řecké divadlo, fórum, baziliky A a B, lázně a hradby. Po druhé světové válce se na místo vrátili řečtí archeologové. V letech 1958 až 1978 Athénská archeologická společnost, následovaná Řeckou archeologickou službou a Soluňskou univerzitou, odkryla biskupskou čtvrť a osmiboký kostel, rozsáhlé soukromé rezidence, novou baziliku poblíž muzea a dvě další na nekropoli východně od města.
Ve Filippách se nachází muzeum, kde se návštěvníci seznámí s historií města a prohlédnou si předměty objevené během archeologických vykopávek. 

## Galerie

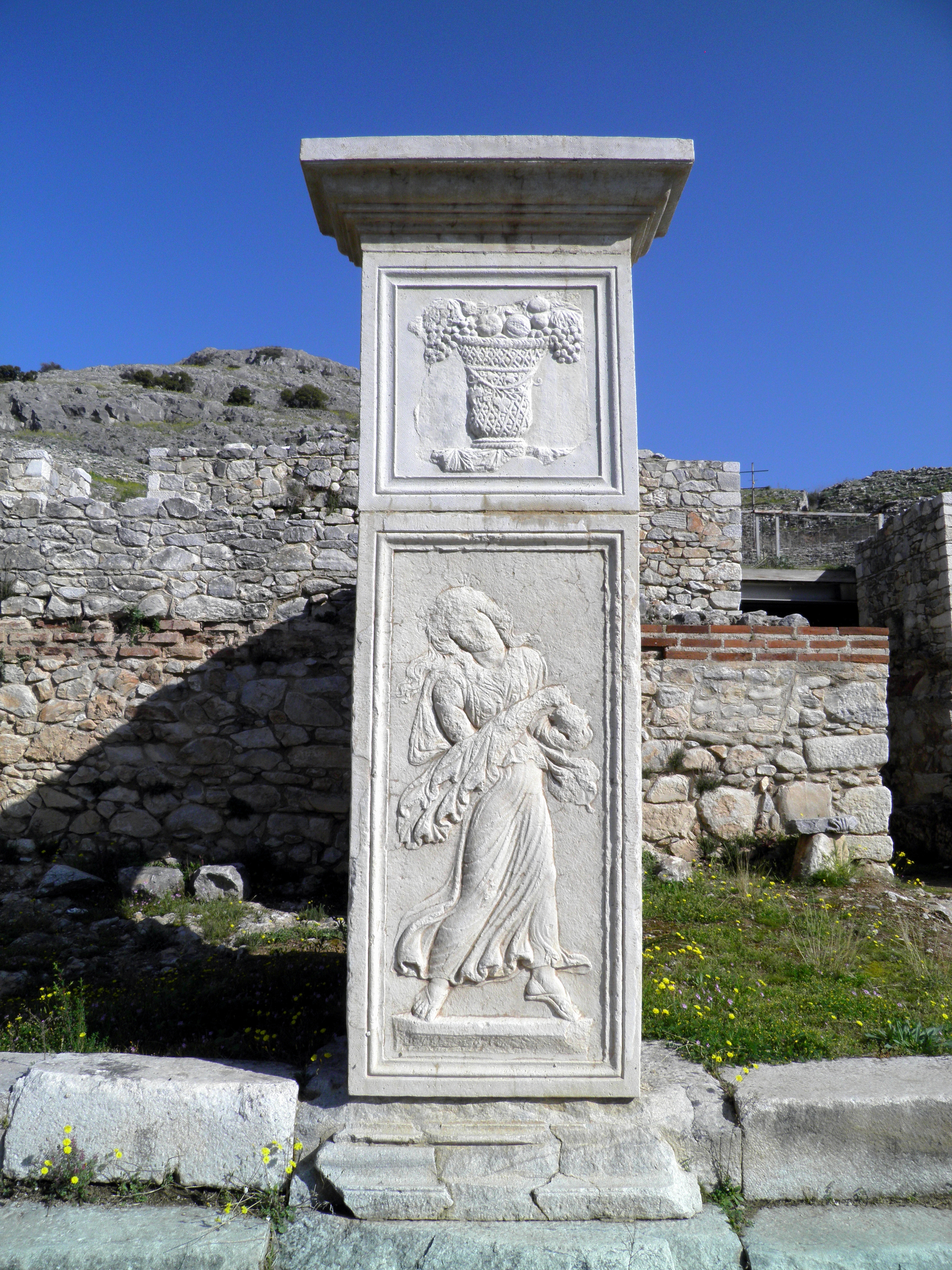
Antické divadlo postavené Filipem II. ve 4. století – reliéfní dekorace
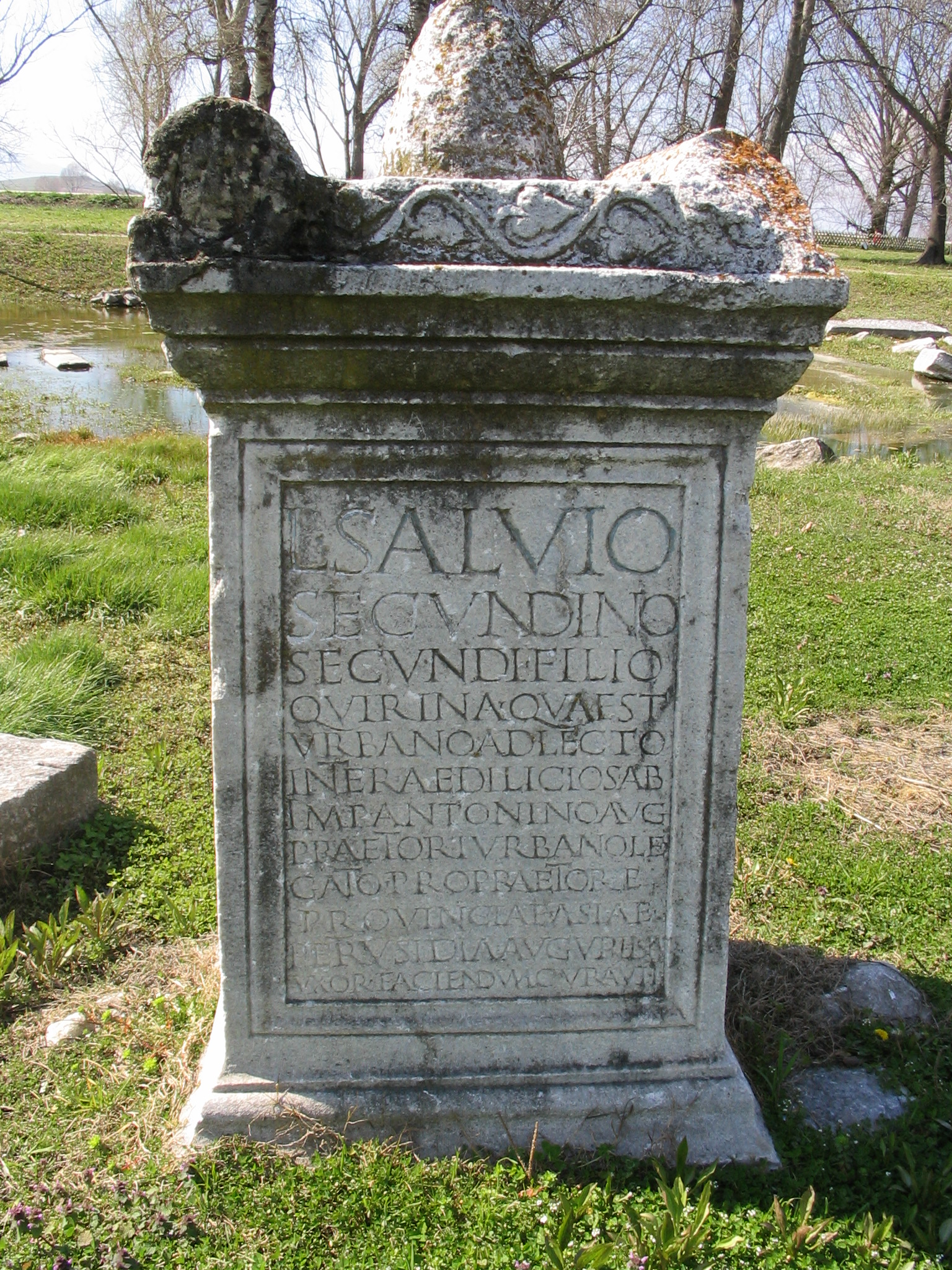
Filippoi, římský hrob
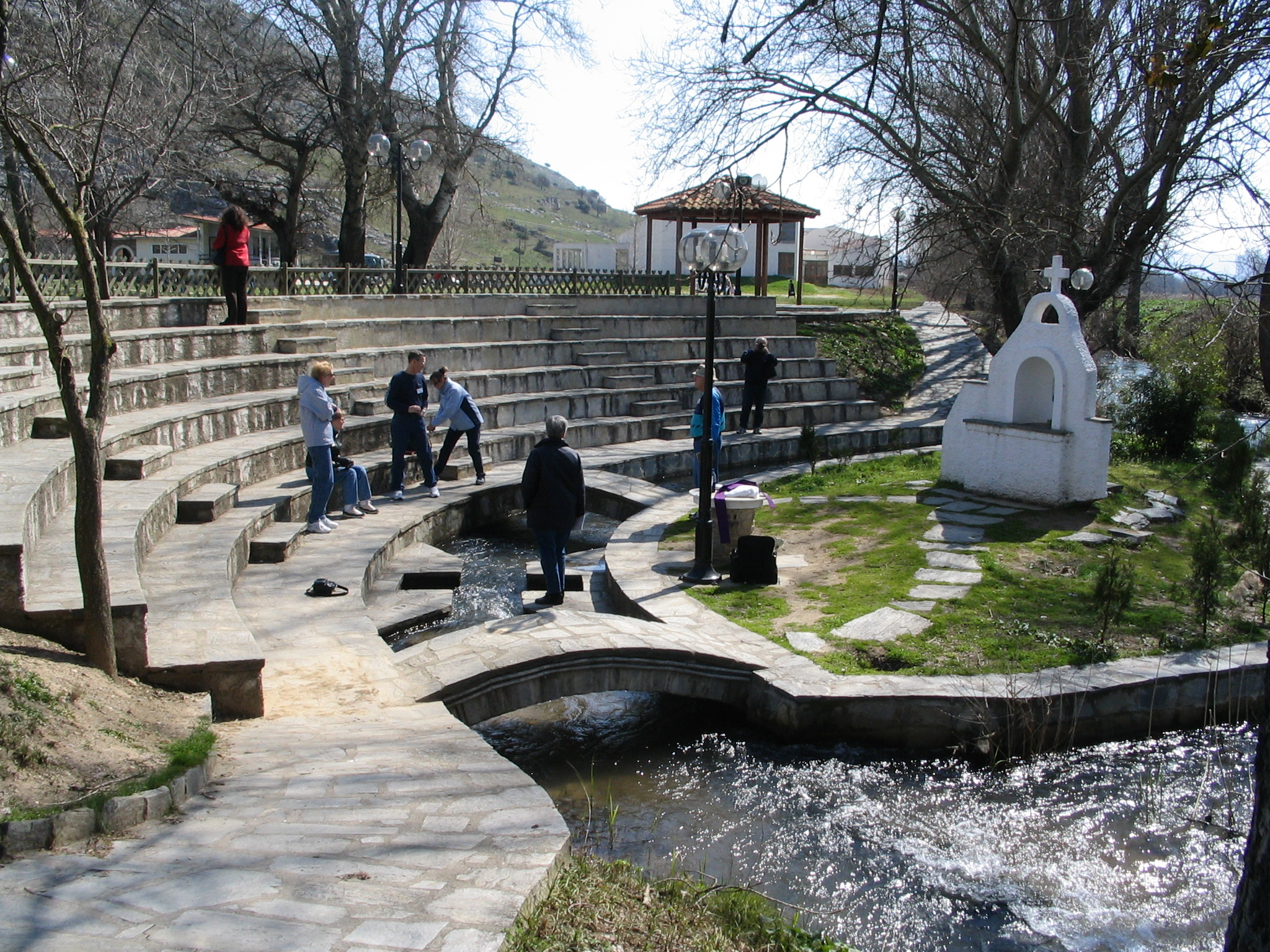
Křtitelnice ve Filippi
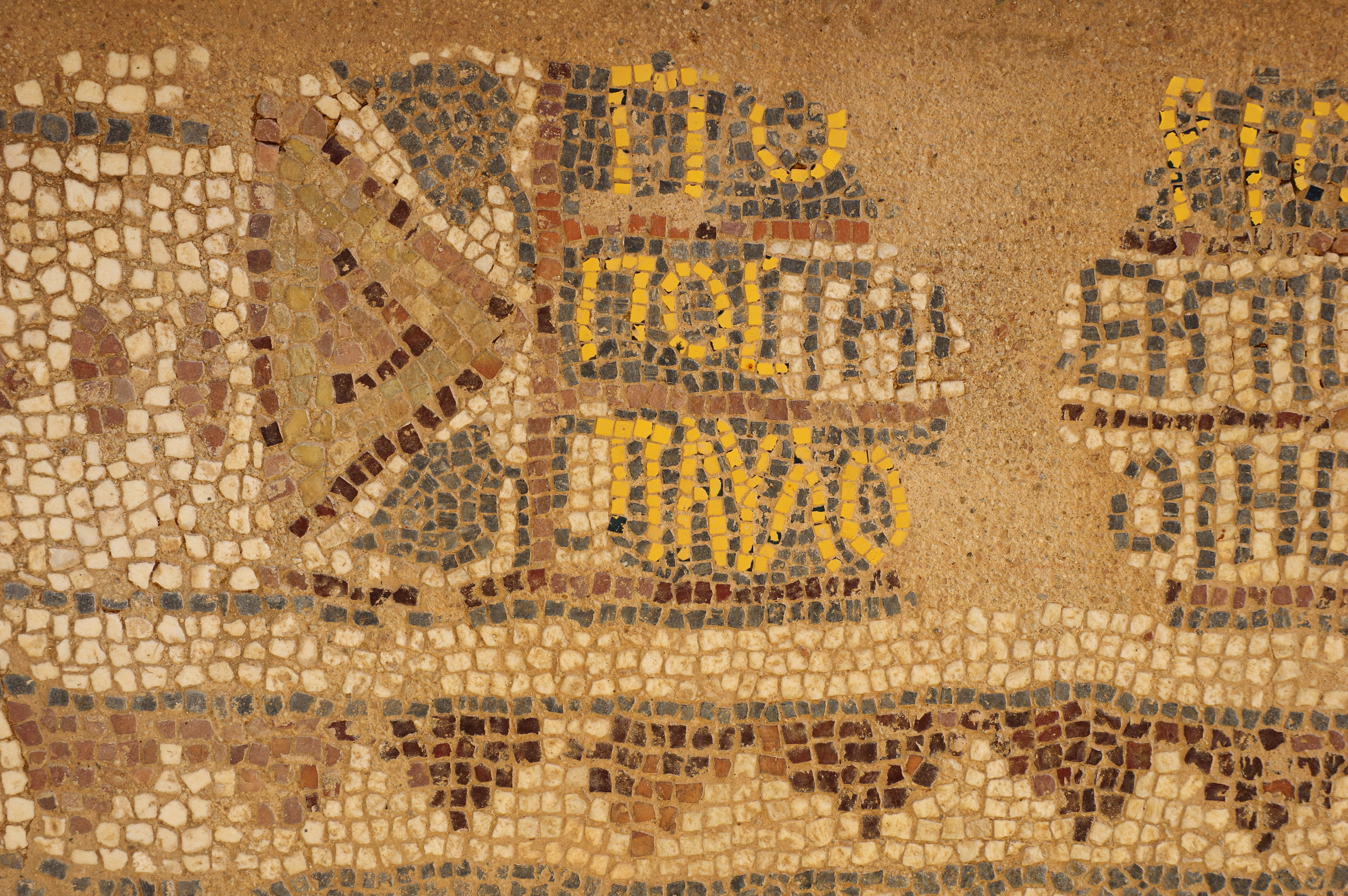
Oktagonální bazilika ve Filippech, podlahová mozaika se jménem sv.Pavla.
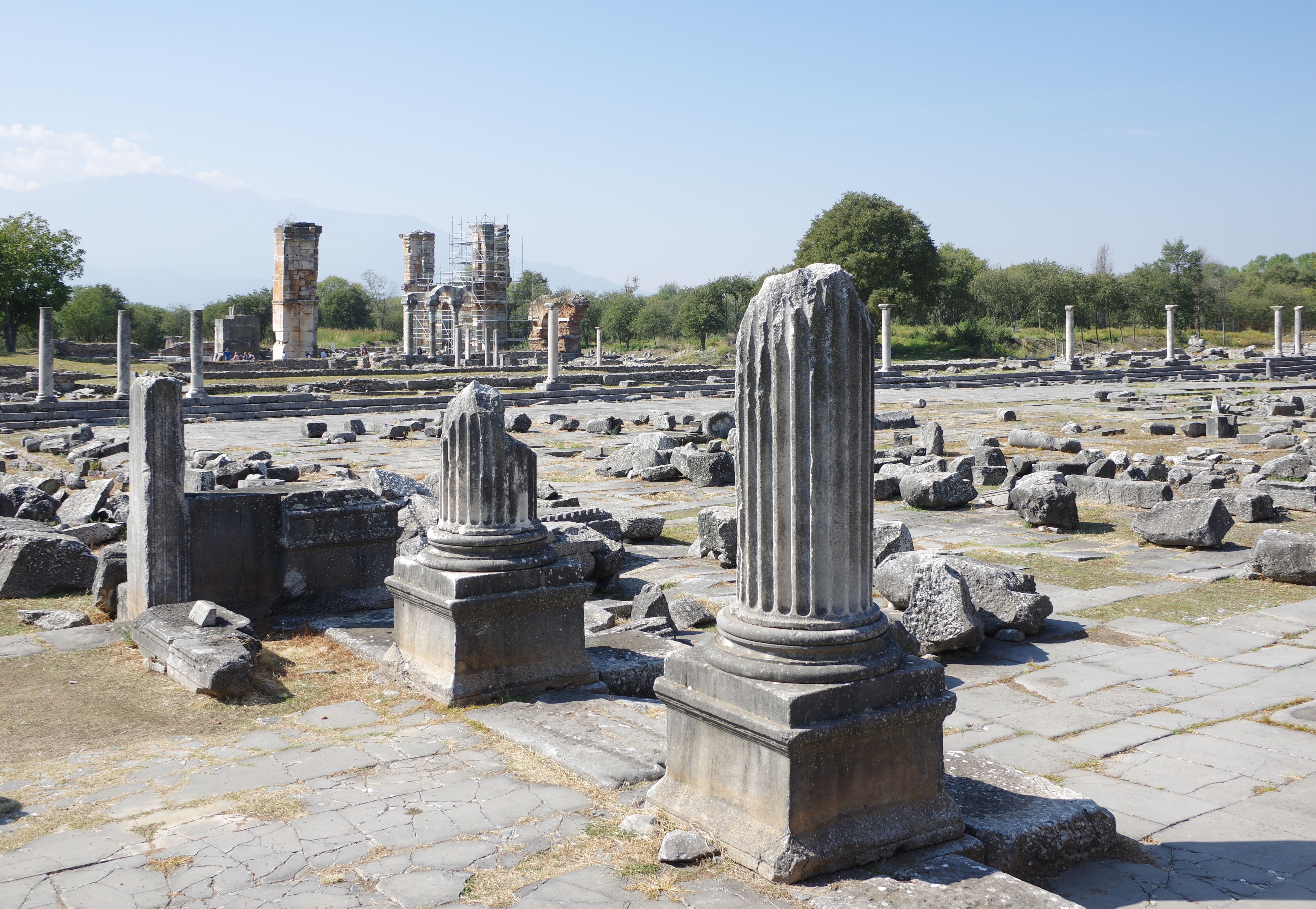
Archeologická lokalita ve Filippech.
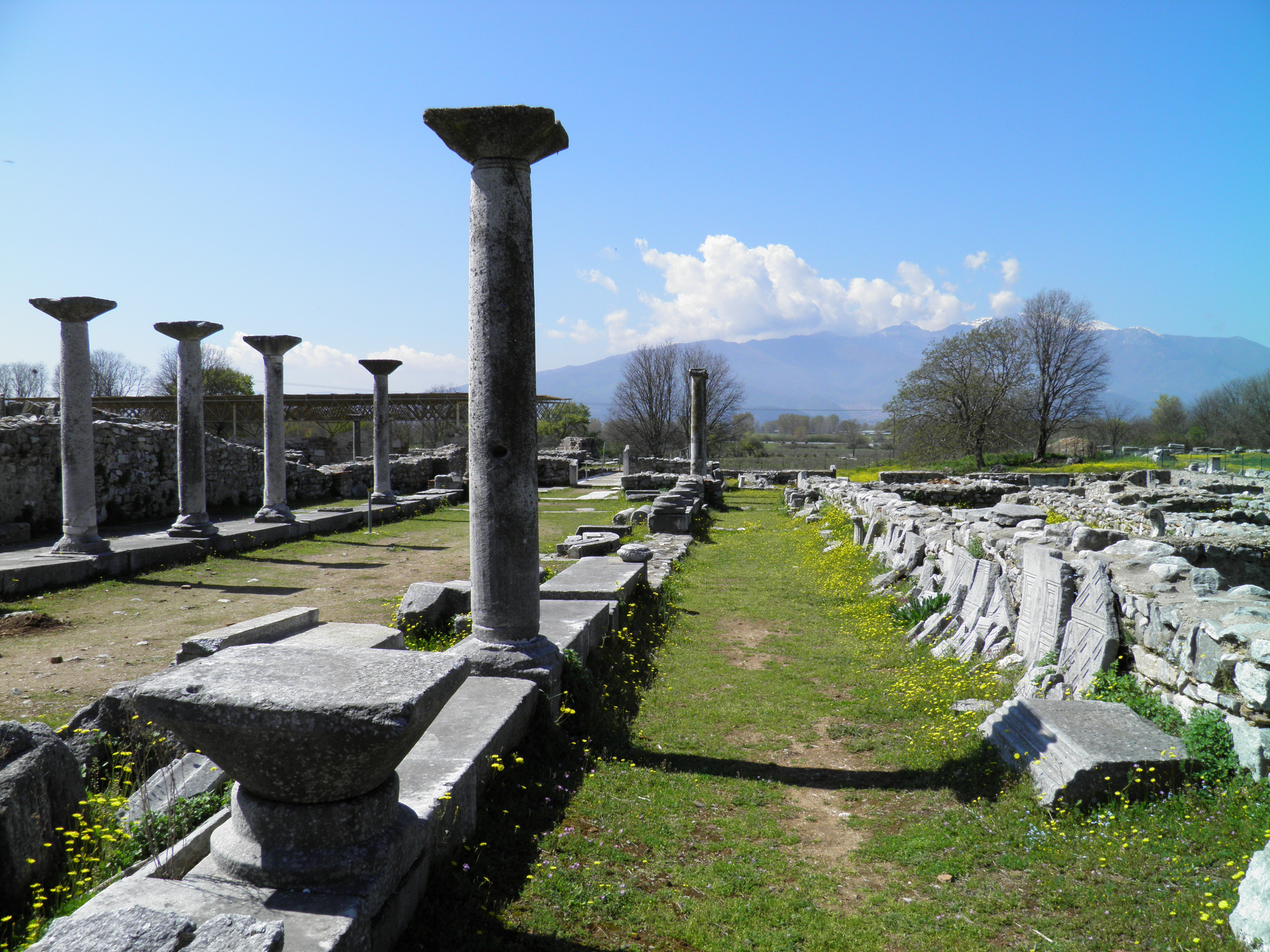
Středem města a jeho fóra procházela římská silnice Via Egnatia.
Plán města Filipp i s vyznačenou cestou Via Egnatia.
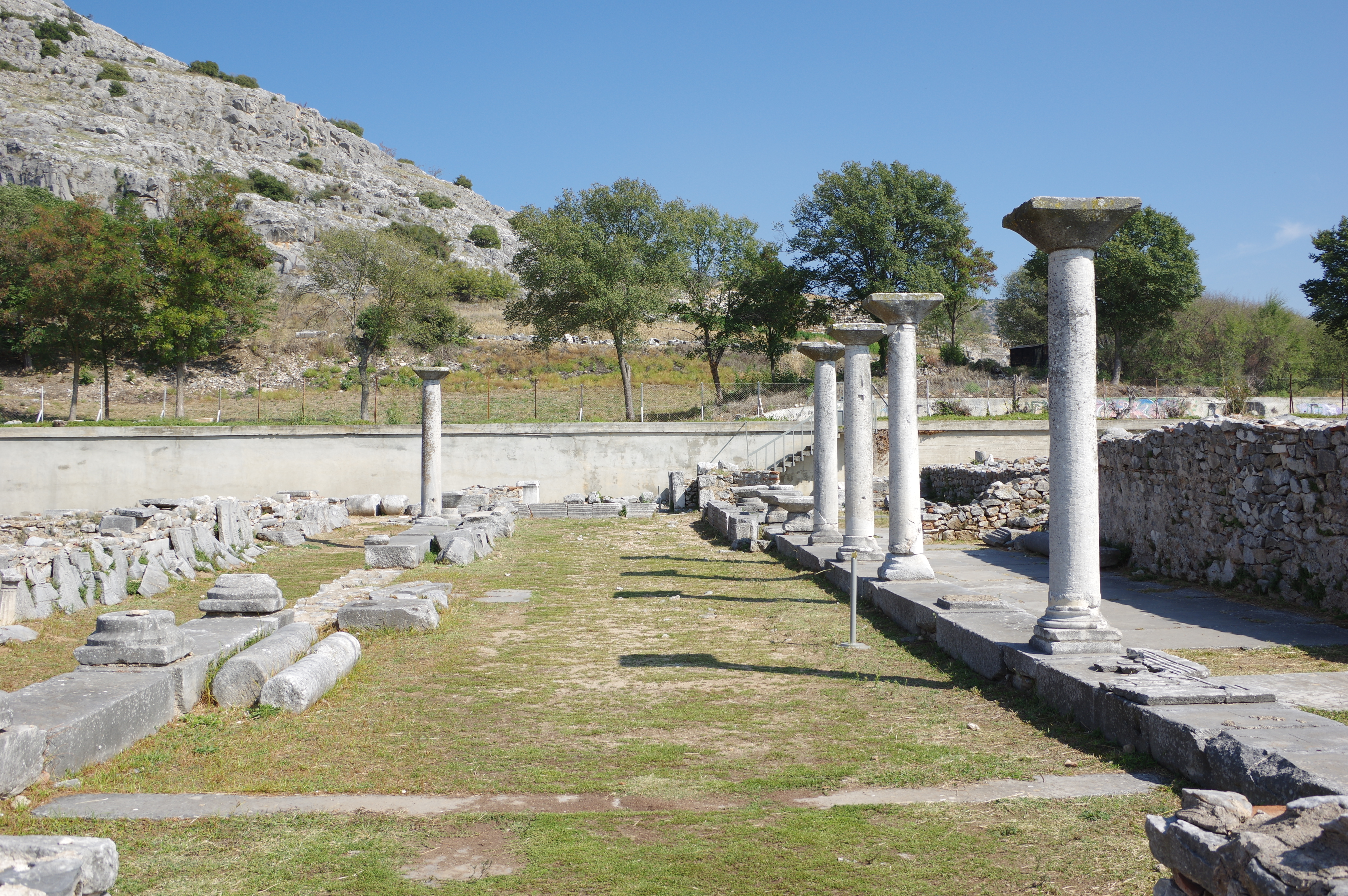
Fórum Filippoi a Via Egnatia.
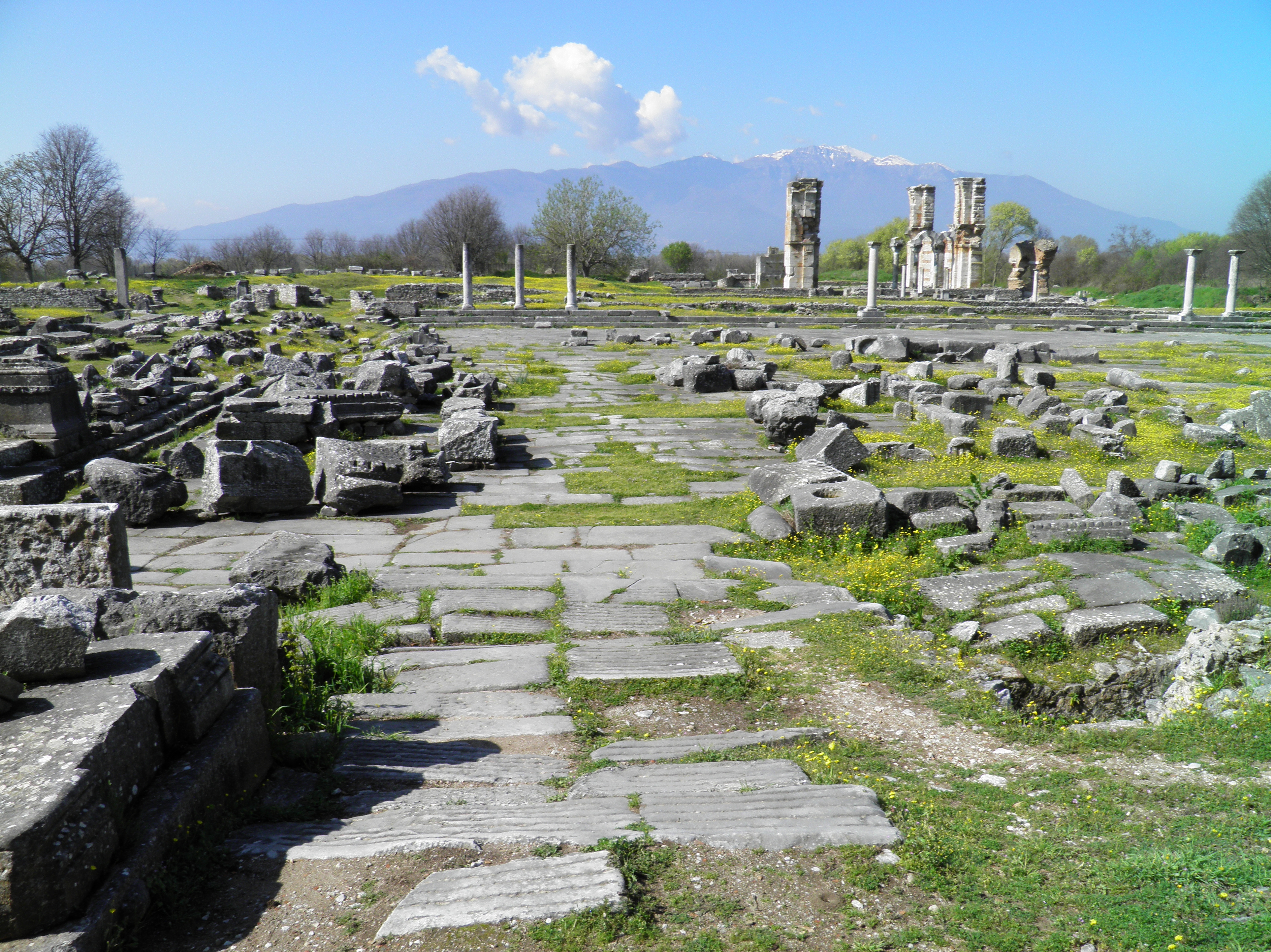
Fórum Filippoi